# Club Atlético 9 de Julio

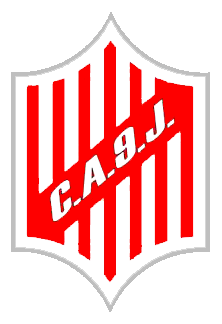
Logotip de l'equip de futbol.

El Club Atlético 9 de Julio, també anomenat 9 de Julio de Rafaela, és un club de futbol argentí de la ciutat de Rafaela.